# Поєднання клавіш

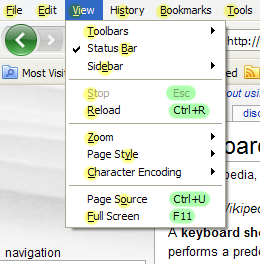
Поєднання клавіш у Firefox 3.0

Поєдна́ння кла́віш (синоніми: сполучення клавіш, гарячі клавіші, клавіші швидкого доступу, клавіші швидкого виклику, клавіатурні прискорювачі) (англ. keyboard shortcut, quick key, access key, hotkey) — різновид інтерфейсу взаємодії з комп'ютером, що являє собою натиснення клавіші (або сполучення клавіш) на клавіатурі, якому задані (запрограмовані) визначені команди (операції). Поєднання клавіш як правило, частково дублюють інтерфейс меню або кнопок.
Використання сполучень клавіш значно прискорює роботу і збільшує кількість можливих дій, які виконуються за допомогою клавіатури. Сполучення клавіш особливо широко використовуються в комп'ютерних іграх, в яких важлива швидкість реакції гравця на розвиток подій, — зокрема, в стратегіях.

## Поєднання клавіш у Windows

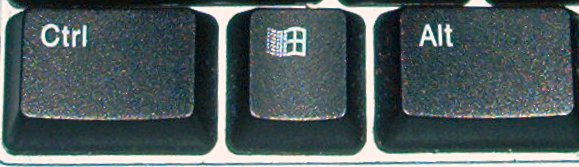
Службові клавіші «Ctrl», «Windows», «Alt»

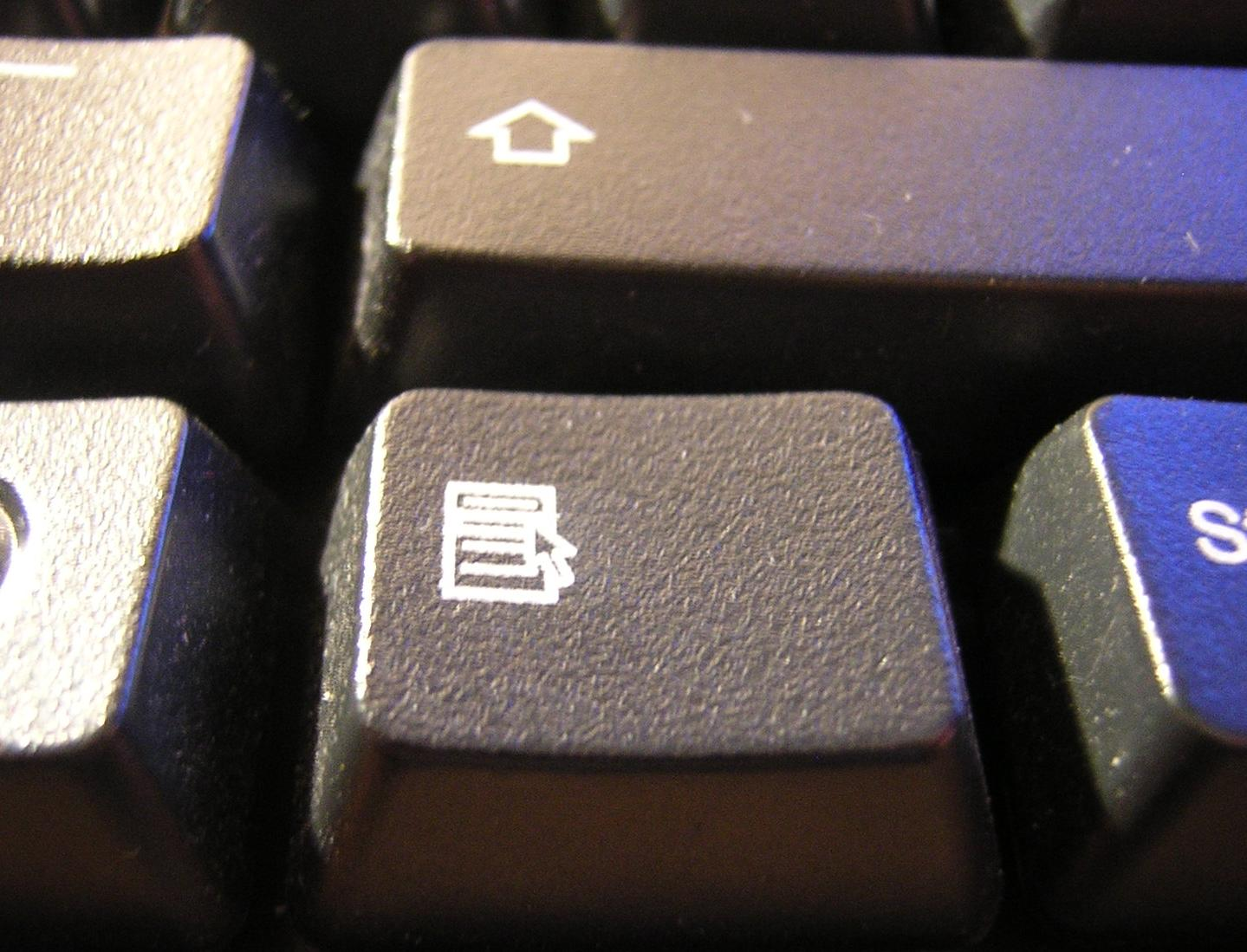
Службові клавіші «Menu» та «Shift»

## Призначення службових клавіш
- Ctrl, Alt, ⇧ Shift та Windows — клавіші-модифікатори
- F1 — F12 — функціональні клавіші, в різних програмах працюють по-різному, також використовуються в поєднаннях клавіш;
- ⇧ Shift + «буква/цифра з ряду над буквами» — змінити регістр літери (залежно від стану ⇪ Caps Lock); для цифри — використовувати символ, розміщений на клавіші;
- ⇪ Caps Lock — включення режиму «великих літер» (загоряється індикатор);
- Num Lock — включення цифрової клавіатури праворуч (загоряється індикатор);
- Scroll Lock — практично ніде не працює (загоряється індикатор). В MS-DOS використовувалася для перемикання між режимами прокручування вікна (аналог скролінгу) і переміщення текстового курсора. Excel — одна з небагатьох програм, де ця клавіша працює, причому так само;
- Tab ↹ — перемикання на інший елемент керування з клавіатури;
- Esc — закриття діалогових вікон, меню, скасування дій;
- Pause / Break — призупинити роботу комп'ютера (в DOS працювало всюди, в сучасних ОС — тільки під час завантаження комп'ютера);

## Поєднання клавіш у Windows[1]
- Ctrl+Tab ↹ — перемикання між закладками або вікнами однієї програми;
- Alt+F4 — закрити активне вікно;
- Alt+Space (пропуск) — відкриття системного меню вікна. За допомогою нього можна закривати, згортати, розгортати, переміщати і змінювати розмір вікна без допомоги миші;
- Alt+⇧ Shift або Ctrl+⇧ Shift — перемкнути мову;
- Ctrl+Alt+Delete — відкриття вікна «Диспетчер завдань» або «Безпека Windows»;
- Ctrl+⇧ Shift+Esc — відкриття вікна «Диспетчер завдань»;
- ⊞ Win — відкриття/закриття меню «Пуск»;
- Ctrl+Esc — відкриття/закриття меню «Пуск»;
- ⊞ Win+Space (пропуск) — зміна мови;
- ⊞ Win+D — згорнути/відновити всі вікна, включаючи діалогові, тобто показати Робочий стіл;
- ⊞ Win+E — відкриття програми «Провідник»;
- ⊞ Win+R — відкриття вікна «Запуск програми» («Пуск» -> «Виконати …»);
- ⊞ Win+F — відкриття вікна для пошуку;
- ⊞ Win+L — заблокувати комп'ютер;
- ⊞ Win+M — згортає всі вікна, крім діалогових;
- ⊞ Win+W — відкриття/закриття меню «Робоча область Windows Ink» (лише у Windows 10);
- ⊞ Win+Pause/Break — відкриття вікна «Система»;
- Print Screen — помістити знімок всього екрану в буфер обміну. В MS-DOS використовувалася для виведення на принтер вмісту екрана;
- Alt+Print Screen — помістити знімок активного вікна в буфер обміну;
- Ctrl+C або Ctrl+Insert — копіювати в буфер обміну;
- Ctrl+V або ⇧ Shift+Insert — вставити з буфера обміну;
- Ctrl+X або ⇧ Shift+Delete — вирізати в буфер обміну;
- Ctrl+Z — скасувати (назад);
- Ctrl+У — скасувати (вперед);
- Ctrl+А — виділити все;
- Ctrl+S — зберегти;
- Ctrl+W — закрити вікно;
- Ctrl+R — оновити;
- Ctrl+← Backspace — видалити слово (ліворуч від курсора);
- Ctrl+Delete — видалити слово (праворуч від курсора);
- Ctrl+←/→ — перемістити курсор на слово назад/вперед;
- ⇧ Shift+Ctrl+←/→ — виділити слово ліворуч/праворуч;
- Ctrl+Home (End) — перемістити курсор на початок (кінець) тексту;
- ⇧ Shift+Ctrl+Home (End) — виділити до початку (кінця) тексту;
- Alt+←/→ — назад /вперед;
- Alt+D — виділити текст в адресному рядку браузера;
- Alt + Подвійне клацання лівою кнопкою миші — відкриває вікно властивостей об'єкта (аналог ALT+↵ Enter);
- Alt+Tab ↹ — робить активним інший відкритий додаток, який був активним безпосередньо перед поточним. Для перемикання на інші програми необхідно використовувати клавішу Tab ↹ кілька разів, не відпускаючи клавішу Alt. При цьому в центрі екрана з'явиться панель, що показує всі запущені додатки. Використовуючи Alt+Tab ↹, при переході на додаток, який було згорнуто в панель задач, цей додаток відновлюється (розгортається);
- Alt+⇧ Shift+Tab ↹ — перемикання між активними вікнами в зворотному напрямку (від поточного активного до першого, який став неактивним, потім до другого неактивного і т. д. по колу);
- Alt+ESC — робить активним інший відкритий додаток, який був активним безпосередньо перед поточним. Для перемикання на інші програми необхідно використовувати клавішу ESC кілька разів, не відпускаючи клавішу ALT. На відміну від поєднання Alt+Tab ↹, в центрі екрана панель, що показує всі запущені додатки, не з'явиться, а додатки будуть активуватися в тій послідовності, в якій були відкриті. Використовуючи Alt+ESC, при переході на додаток, який було згорнуто в панель задач, цей додаток не відновлюється (не розгортається). Згорнуте активне вікно можна розвернути натисканням клавіші ↵ Enter.
- ⊞ Win+Tab ↹ — перемикання між кнопками додатків в Панелі завдань. При додаванні ⇧ Shift перебір йде у зворотному порядку. У Windows Vista та Windows 7 ця комбінація задіює функцію Aero Flip 3D;

## Поєднання клавіш уMicrosoft Office WordтаOpenOffice.org
- F1 — виклик довідки;
- F4 — повтор останньої дії;
- F5 — виклик «Go to»;
- F7 — перевірка правопису;
- F12 — «Зберегти як»;
- Ctrl+0 — вставка порожнього рядка перед абзацом;
- Ctrl+1 — одинарний інтервал між рядками;
- Ctrl+2 — подвійний інтервал між рядками;
- Ctrl+5 — встановлення інтервалу 1,5 між рядками;
- Ctrl+A — виділення всього тексту документа;
- Ctrl+В — виділення жирним шрифтом;
- Ctrl+С — копіювання тексту або елементу;
- Ctrl+Е — перенесення в центр документа;
- Ctrl+І — виділення курсивом;
- Ctrl+J — вирівнювання по рядку;
- Ctrl+L — вирівнювання ліворуч;
- Ctrl+О — відкриття документа;
- Ctrl+Р — друк документа;
- Ctrl+R — вирівнювання праворуч;
- Ctrl+S — збереження документа;
- Ctrl+U — підкреслення літер;
- Ctrl+W — закрити документ;
- Ctrl+V — вставка тексту або елементу;
- Ctrl+Х — вирізати виділений текст або елемент;
- Ctrl+Z — скасувати останню дію;
- Ctrl+] — збільшення шрифту;
- Ctrl+[ — зменшення шрифту;
- Ctrl+↵ Enter — вставка розриву сторінки;
- Ctrl+⇧ Shift+Пробіл — нерозривний пробіл;
- Ctrl+⇧ Shift+* — показ символів, які не можуть бути надруковані;
- ⇧ Shift+F5 — повернення до місця останньої редакції;
- ⇧ Shift+F3 — змінити регістр;
- ⇧ Shift+Home — виділення тексту до початку рядка;
- Alt+F4 — завершує програму;
- Ctrl+← Backspace — вилучення слова ліворуч від курсора;
- Ctrl+Delete — вилучення слова праворуч від курсора.